# 가우다
가우다(산스크리트어: गौड, 벵골어: গৌড় 가우르)는 고중세 벵골에 위치했던 영역으로, 가우다 왕국의 일부였다.

## 위치 및 강역
차나키야의 아르타샤스트라(기원전 350–283년경)는 푼드라, 방가와 함께 가우다 지역을 언급한다. 이 지리학적 사상은 고대 문헌 중 일부와 함께 계속된다. 가우다와 방가는 때때로 나란히 사용된다.
서기 590년에서 625년 사이에 통치했던 것으로 믿어지는 고대 벵골의 첫 번째 중요한 왕인 샤샹카는 무르시다바드구의 본부인 바하람푸르에서 남서쪽으로 9.6 킬로미터(6.0 마일) 떨어진 카르나수바르나에 수도를 두었다. 당나라의 승려인 현장은 샤샹카가 통치하는 카르나수바르나에서 샤샨카가 오디샤의 한 지역까지 여행했다. 특정 고대 기록에 푼드라바르다나가 가우다의 일부라는 언급이 있다.
가우다와 라르 지역의 연관성에 대한 증거는 일치하지 않는 것 같다. 크리슈나 미슈라(서기 11세기 또는 12세기)는 그의 프라보다 찬드로다야에서 가우다 라슈트라에 호글리구와 호우라구의 라르(또는 라르푸리)와 부르슈트와 같은 부리쉬레쉬티카를 포함한다고 언급하지만 야다바 왕 자이투기 1세의 마나골리 비문은 라라(라르)와 가우다를 구분하고 있다.
팔라 황제들은 방가파티(방가의 군주)와 가우데슈바라(가우다의 군주)라고 불렸다. 세나 황제들은 또한 그들 자신을 가우데슈바라라고 불렀다. 그때부터 가우다와 방가는 벵골 전체를 의미하는 단어로 사용되었을 것으로 보인다.
13세기와 14세기의 자이나교 작가들에 따르면, 가우다는 오늘날의 말다구의 락슈마나바티를 포함했다.
초기 무슬림 시대부터 가우다라는 이름은 무슬림 초기에 말다구의 락슈마나바티에 적용되기 시작했다. 좁은 의미에서 가우다는 파드마강과 바르다마나 지역 사이의 영토이다.

## 가우다시
현대에 주로 쓰이는 가우르/구르는 인도-방글라데시 국경에 위치한 폐허가 된 도시 라크나우티를 가리킨다. 옛 성채의 대부분은 오늘날 인도 서벵골주의 말다구에 위치하고 있으며, 일부는 방글라데시의 차파이나와브강지구에 있다. 이 도시는 라즈마할에서 하류로 40킬로미터(25마일) 떨어진 갠지스강 동쪽 강둑에 있었다. 그러나 현재 갠지스강의 흐름은 유적지에서 멀리 떨어져 있다.